# ایزیری ۱۰۴۱
ایزیری ۱۰۴۱ یکی از استانداردهای ملی ایران با عنوان روش نوشتن تاریخ هجری شمسی است. هدف این استاندارد تعیین روش نوشتن تاریخ هجری شمسی بصورتی که خالی از ابهام باشد است.
ایزیری ۱۰۴۱ توسط کمیسیون فنی استاندارد اسناد اداری زیر نظر کمیته ملی استاندارد اسناد و تجهیزات اداری و تحت نظارت شورای عالی استاندارد در مؤسسه استاندارد و تحقیقات صنعتی ایران تهیه و تدوین گردیده‌است.

## اعضای کمیسیون استاندارد روش نوشتن تاریخ هجری شمسی
- رئیس کمیسیون: یحیی ذکاء، مشاور وزیر فرهنگ و هنر
- محمد اسفندیاری، وزارت آموزش و پرورش
- مصطفی ذاکری، مؤسسه استاندارد و تحقیقات صنعتی ایران
- مجتبی عشقپور، بنگاه ترجمه و نشر کتاب
- عطاءاله کیان، وزارت اطلاعات
- جلال مرعشی، مؤسسه استاندارد و تحقیقات صنعتی ایران
- محمود هاتف، وزارت امور خارجه
- دبیر: احمد کیامرز میلانی، کارشناس مؤسسه استاندارد و تحقیقات صنعتی ایران

## روش نوشتن تاریخ
مطابق ایزیری ۱۰۴۱ تاریخ را می‌توان با حروف یا با اعداد نشان داد.

### تاریخ عددی
صورت عددی تاریخ برای مکاتبات اداری و بخصوص برای مواردی که از ماشین یا مهر برای ثبت تاریخ استفاده می‌شود در نظر گرفته شده‌است.
عددی که برای نشان دادن تاریخ هجری شمسی استفاده می‌شود باید شامل روز، ماه و سال باشد.
- عدد روز دورقمی است (در مورد روزهای یک‌رقمی در سمت چپ عدد یک صفر زائد قرار می‌گیرد).
- عدد سال باید چهار رقم باشد، اما در مواردی که احتمال اشتباه و ابهام وجود نداشته باشد می‌توان از دو رقم سمت چپ چشم‌پوشی کرد؛ برای مثال ۱۳۵۲ را به صورت ۵۲ نوشت.
- روز، ماه و سال را باید به وسیلهٔ خط تیره، فاصله، یا بدون خط تیره و فاصله کنار هم قرار داد. برای مثال پنجم تیرماه یکهزار و سیصد و پنجاه و یک به صورت زیر نوشته می‌شود:
  - با خط تیره: ۰۵-۰۴-۱۳۵۱
  - با فاصله: ۰۵ ۰۴ ۱۳۵۱
  - بدون فاصله: ۱۳۵۱۰۴۰۵
- در صورت نیاز دقیقه و ساعت هم به ترتیب در ادامهٔ تاریخ قرار می‌گیرند.

### تاریخ به حروف
تاریخ با حروف برای اسناد و مدارکی است که قید تاریخ با حروف در آن‌ها ضروری باشد.
هنگام نوشتن تاریخ به حروف سه عنصر روز، ماه، سال را از راست به چپ نوشته می‌شوند.
- روز را باید همواره با اعداد ترتیبی نوشت. مانند بیست و پنجم، دوازدهم، چهارم و ….
  - برای نخستین روز ماه از «اول» یا «یکم» استفاده شود.
- عصر ماه نام ماه مورد نظر از سال است و می‌توان کلمهٔ «ماه» را به اسامی ماه‌ها اضافه کرد.
  - مثال: پنجم تیر یا پنجم تیرماه هزار و سیصد و پنجاه و یک.